# Colline d'Élancourt
La colline d'Élancourt, ou colline de la Revanche, est une colline située à Élancourt dans le département français des Yvelines. S'élevant à 231 mètres d'altitude, elle est le point culminant de toute la région Île-de-France.
La tour Eiffel, la tour Montparnasse, la Défense, l'étang de Saint-Quentin et la forêt de Meudon sont visibles depuis le sommet de la colline. Elle est entièrement artificielle, constituée de déchets et de remblais. C'est maintenant un parc consacré à la promenade, aux loisirs et aux sports extrêmes, ses pentes étant utilisées pour la pratique de nombreux sports. Le site a été retenu pour accueillir les épreuves de VTT lors des Jeux olympiques d'été de 2024 à Paris.

## Toponymie
Le nom du lieu-dit La Revanche (nom retenu par l'IGN) apparaît dans le dénombrement de 1881.
C'est une délibération du conseil municipal d'Élancourt en 2004 qui lui donna le nom de colline d'Élancourt.

## Géographie
La colline d'Élancourt s'élève à 231 mètres d'altitude, et constitue le point culminant non seulement du département des Yvelines (France) mais aussi de toute la région Île-de-France.
Elle est située pour sa totalité sur le territoire de la commune d'Élancourt, à proximité du quartier de la Clef de Saint-Pierre, au sud de la route départementale 912 ; actuellement, l'accès principal s'en fait à l'est, par l'avenue Jean-Pierre Timbaud, sur la commune de Trappes. De cette entrée, une route goudronnée mène directement et facilement à son sommet. D'autres entrées se situent rue Alain Colas et chemin de la Julienne à Élancourt.

## Histoire

### La carrière
En 1881, il s'y trouve une maison isolée, un entrepreneur de travaux publics et sa famille, un contremaître et un carrier. Ils exploitent une carrière de pierres meulières. En 1906, la maison abrite deux carriers, un cimentier, un charretier et sa femme. En 1911, l'entreprise Berneron, de Marly, emploie six carriers sur le site. À partir de 1920, Joseph Marzi devient un des exploitants des carrières de meulière, la plus importante, de la Revanche. Il fait venir entre 1920 et 1930 des hommes de la région italienne de Giaveno. Il paie le voyage et loge les ouvriers. La villa-château, qu'il fait construire en meulière, devient le siège de son entreprise, à Trappes. Le château est démoli en 1958. En 1921, l'entreprise Dupont occupe trois carriers italiens. En 1926, deux entreprises, Champy-Boyer et Petitpied, y travaillent avec six carriers. En 1931, l'exploitation se développe; elle comprend trois maisons, quatre ménages et vingt-cinq personnes en tout, dont cinq carriers de la société Champy et quatre des entreprises Boyer et Petitpied. En 1936, quatorze carriers italiens et leurs familles, résidant à Trappes, originaires du hameau de La Maddalena Di Giaveno, une commune italienne du Piémont, et ses petites communes avoisinantes, y travaillent. Joseph Marzi meurt en 1953. En 1959, l'entreprise Marzi ferme ses portes : le béton et les parpaings ont vaincu la meulière. On peut voir les tombes de certains de ces carriers dans le cimetière d’Élancourt (village ou la Vallée Favière),. Les descendants des premiers immigrés fondent l'amicale des originaires de la région de Giaveno en 1987 et renouent chaque année avec leurs racines au pays.

#### Le travail des carriers
L'enlèvement de la meulière se faisait avec des brouettes. Des wagonnets qui circulaient sur des voies Decauville à faible écartement ont fait leur apparition vers 1920-1924. « Ce petit peuple de carriers, terrassiers, maçons, charpentiers, couvreurs, camionneurs, travaillaient comme des forçats ».
Un arsenal d'outils y contribuait, la pioche, la pelle, la masse et le marteau à découper avec des manches de bois. Les leviers, les pinces et les barres à mine, à la surface de fer rugueuse blessaient les mains. Leurs mains étaient particulièrement déformées, aux cals énormes et durs qu'ils coupaient au couteau et rognaient à la râpe à bois. « Ils pouvaient difficilement refermer la main tant leur peau était raide et rêche et leurs bras noueux comme des sarments de vigne ».

### La décharge
Après la Seconde Guerre mondiale, l'exploitation de la carrière cesse peu à peu, elle devient une décharge d'ordures ménagères pour Versailles, Saint-Cyr, Trappes et Bois-d'Arcy. En 1972, cette décharge s'étend sur 59 hectares. Elle est fermée en 1974 avec l'ouverture de l'usine de traitement et d'incinération des déchets de Thiverval-Grignon,.

### La colline artificielle

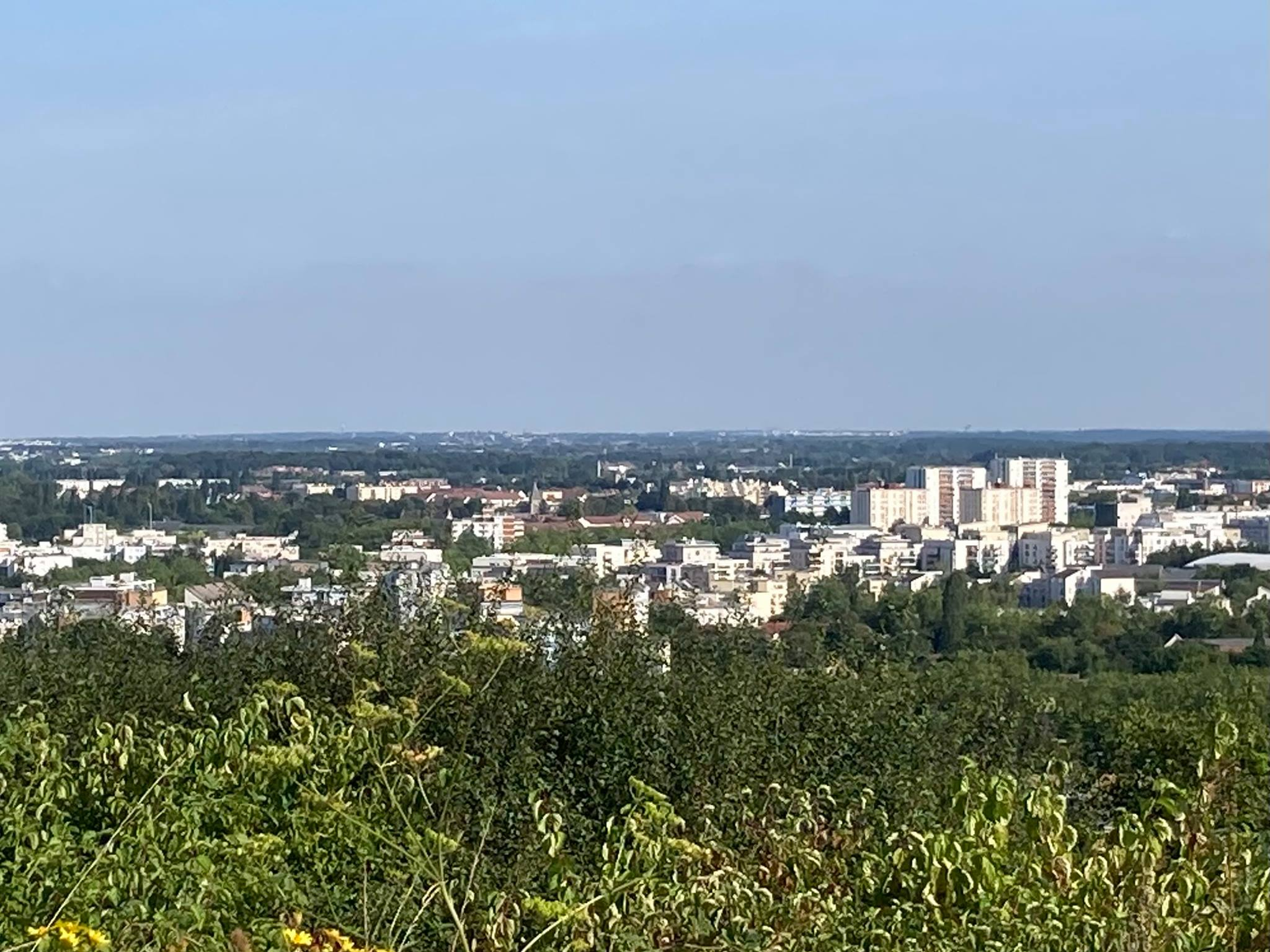
Vue de Trappes depuis la colline de la Revanche.

Cette colline artificielle a été alimentée par-dessus la décharge par les déblais des excavations et les déchets, la terre, les gravats des travaux d'aménagement de la ville nouvelle de Saint-Quentin-en-Yvelines et également des activités de casse automobile qui ont eu lieu de 1967 à 1994.
La colline de la Revanche atteint son point culminant en 1992 et devient, après aménagement et verdissement, un point de repère et le support d'activités sportives.

## Activités

### Activités pratiquées
Le parapente était autrefois pratiqué sur le site de la colline. Cependant, en raison de la présence de plusieurs zones d'habitation et d'activité, cette pratique n'est plus possible pour le vol, mais reste tolérée pour le cerf-volant. La colline est désormais principalement un lieu consacré au VTT, à la randonnée et au running.
D'abord site d'accueil de « La course de La Revanche » (épreuve de course de côtes du Challenge athlétique des Yvelines longue de 10 km), elle est aussi le lieu d'accueil d'une épreuve du Challenge de VTT des Yvelines organisé par le VCSQY, la Revancharde, qui réunit plus de 200 participants depuis plus de 20 ans.
La colline sert aussi de terrain de manœuvre aux équipes de simulation militaires et tactiques du groupe GDI Simulation d'EADS. Les simulations portent sur les dernières armes (fusils-mitrailleurs, lance-missiles, etc.) mises au point par ces équipes. Ces simulations ne sont que factices et sont faites à base de vraies armes de guerre mais avec des balles à blanc et équipées de laser pour coller au plus près de la réalité.

#### Jeux olympiques et VTT
L'endroit avait été retenu comme site olympique pour accueillir les épreuves de VTT des Jeux olympiques d'été de Paris 2012.
La candidature de Paris pour les jeux olympiques de 2012 n'ayant pas été retenue, plusieurs projets ont été envisagés :
- aménager le site avec un parc paysager « Nature et aventure » pour les familles ;
- aménager, malgré la non-qualification de Paris pour les Jeux olympiques de 2012, les pistes de VTT prévues ;
- aménager une piste artificielle de ski, projet piloté par la communauté d’agglomération de Saint-Quentin-en-Yvelines.

Le site accueille le championnat de France de VTT en 2016,.
La colline étant confirmée pour accueillir les épreuves de VTT lors des Jeux olympiques d'été de 2024, les collectivités locales l'aménagent et financent des équipements complémentaires à la piste de VTT existante afin de pérenniser après 2024 la vocation du parc consacré aux sports extrêmes et aux loisirs. Après la finalisation de la phase d'étude, les travaux démarrent à la fin de l'année 2022 pour une livraison assurée au premier trimestre 2024.

### Projet d'une piste de ski
En octobre 2013, la société néerlandaise SnowWorld dévoile un projet de piste de ski (« SkiDôme ») qu'elle souhaite en œuvre, avec trois pistes cumulant 320 mètres de longueur, pour un dénivelé de soixante mètres. Il prévoit un hangar de 22 000 m2 qui sera maintenu à −5 °C toute l'année. L'investissement de 55 millions d'euros pourrait générer environ deux cents emplois directs et autant d'indirects, pour 300 000 clients et 17 millions d'euros de chiffre d'affaires annuel attendu. La livraison du complexe, confié à l'architecte Ton Vandenbergh, est souhaitée à l'hiver 2016.
Le maire d'Élancourt, Jean-Michel Fourgous, se dit favorable à ce projet privé, d'autres élus de l'agglomération de Saint-Quentin-en-Yvelines sont opposés à cette piste de ski. Ainsi, Olivier Pareja, conseiller municipal de Guyancourt et co-secrétaire départemental d'EELV dénonce des consommations électriques « délirantes », Alain Le Vot, ancien maire de Magny-les-Hameaux y voit un « loisir-business destiné à une petite élite ».
À la suite de la concertation du 3 juillet 2014, un groupe de citoyens opposés à la construction d'un SkiDôme s'est constitué sous le nom de « Les amis de la revanche ».
Le maire d'Élancourt, Jean-Michel Fourgous, annonce sur la chaîne locale TVFil 78, le 5 novembre 2014, que le projet est « suspendu » pour des raisons financières.

## Fait divers
Stéfan Markovic, ancien garde du corps de l'acteur Alain Delon est retrouvé mort, le 1er octobre 1968, dans la décharge du village d'Élancourt. L'enquête montra qu'il avait été assassiné d'une balle dans la tête. C'est le début de l'affaire Marković qui est devenue une affaire d'État et malgré des années d'enquête elle n'a jamais pu être élucidée.